# Programul Visa Waiver
Programul Visa Waiver (Visa Waiver Program în engleză, VWP) este un program al guvernului american care permite cetățenilor din anumite țări să călătorească în Statele Unite, maxim 90 de zile, pentru turism, afaceri sau tranzit pe teritoriul american, fără nevoia de a obține o viză. Programul se aplică atât Statelor Unite, cât și teritoriilor americane, Puerto Rico și Insulele Virgine Americane din Caraibe, și cu o aplicare limitată la alte teritorii americane.
Toate țările selectate de guvernul SUA pentru a face parte din acest program dețin venituri mari, cu un indice de dezvoltare umană foarte ridicat, și sunt în general considerate țări dezvoltate.
După ce a fost amânată aplicarea programului Visa Waiver pentru România, Ambasada Statelor Unite la București a repostat la 22 martie 2025 mesajul vicepreședintelui JD Vance, prin care critica anularea alegerilor prezidențiale din 2024.
Programul Visa Waiver a fost anulat pentru două țări:  Argentina (la 21 februarie 2002)
și Uruguay (15 aprilie 2003).

## Țări selectate
Statele Unite și teritoriile sale
     State asociate (libertate de mișcare)
     Țări ai căror cetățeni nu necesită viză pentru a intra în SUA pentru maxim 6 luni (Canada)
     Țări din Programul Visa Waiver (90 zile)
     Țări ai căror cetățeni nu necesită viză, dar au nevoie de un certificat emis de poliție (6 luni)
     Viza este necesară pentru a intra in SUA

Statele Unite și teritoriile sale
State asociate (libertate de mișcare)
Țări ai căror cetățeni nu necesită viză pentru a intra în SUA pentru maxim 6 luni (Canada)
Țări din Programul Visa Waiver (90 zile)
Țări ai căror cetățeni nu necesită viză, dar au nevoie de un certificat emis de poliție (6 luni)
Viza este necesară pentru a intra in SUA

Pentru a fi eligibil pentru derogarea de viză în cadrul VWP, călătorul care dorește admiterea sa în Statele Unite trebuie să fie cetățean al unei țări desemnate de către Departamentul pentru Securitate Internă, în consultare cu Secretarul de Stat, ca „program country", adică stat care face parte din Programul Visa Waiver. Locuitorii permanenți ale unei țări desemnate care totuși nu sunt cetățeni ale acesteia nu pot beneficia de acest program și trebuie să solicite o viză pentru a intra în Statele Unite. Criteriile pentru a determina ca o țară să facă parte din program sunt specificate în secțiunea 217 litera (c) din Legea privind imigrația și naționalitatea (Title 8 U.S.C. § 1187).  Criteriile subliniază securitatea pașapoartelor și o rată foarte mică de refuz a vizelor, nu mai mult de 3%, după cum se specifică în secțiunea 217 litera (c) (2) (A) din Legea privind imigrația și naționalitatea și respectarea continuă a legislației privind imigrația din Statele Unite.
Cetățenii din aceste 41 de țări și teritorii sunt eligibili pentru intrarea fără viză în Statele Unite în cadrul VWP:
| - Andorra - Australia - Austria - Belgia - Brunei - Cehia - Chile - Coreea de Sud - Croația - Danemarca - Elveția - Estonia - Finlanda - Franța | - Germania - Grecia - Irlanda - Islanda - Israel - Italia - Japonia - Letonia - Liechtenstein - Lituania - Luxemburg - Malta - Monaco - Norvegia | - Noua Zeelandă - Polonia - Portugalia - Regatul Unit - România - San Marino - Singapore - Slovacia - Slovenia - Spania - Suedia - Taiwan - Țările de Jos - Ungaria |

Note
1. ^ – Începând, probabil,[3] cu 31 martie 2025.[4]
2. ^ – Doar cetățenii care au numărul de ID național Taiwanez.
3. ^ – Doar cetățenii maghiari născuți pe teritoriul Ungariei.[5][6]

Argentina a fost adăugată la acest program pe data de 8 iulie 1996, dar eliminată de pe listă pe 21 februarie 2002. Și Uruguay-ul a fost adăugat la 9 august 1999 dar a fost eliminat de pe listă din 15 aprilie 2003.
Din 2016,  Programul Visa Waiver nu se aplică în cazul în care o persoană a călătorit anterior în Iran, Irak, Libia, Coreea de Nord, Somalia, Sudan, Siria sau Yemen la sau după 1 martie 2011 sau pentru cei care sunt cetățeni dubli ai Iranului, Irakului, Sudanului sau Siriei. Anumite categorii de persoane, cum ar fi diplomații, militarii, jurnaliștii, voluntarii umanitari sau oamenii de afaceri legitimi, pot să nu necesite prezentarea vizei la Secretariatul Securității Interne.

## Țări care vor face parte din program în viitor
Țăriile nominalizate pentru a face parte din program se află în statutul „road map” (în engleză foaie de parcurs), un fel de „listă de așteptare”, sau au eligibilitatea de a participa. Nominalizarea inițială este făcută după o evaluare detaliată de către Departamentul de Securitate Internă ale Statelor Unite privind practicile de securitate și imigrare în țara nominalizată. Nu există un calendar stabilit pentru cât timp o țară poate rămâne pe lista de așteptare înainte de a fi aprobată sau respinsă din program.
Din 2005, Departamentul de Stat al SUA face discuții cu țările din „road map”, care sunt interesate să se alăture VWP-ului.  Dintre cele 19 țări inițiale, 11 au fost admise în VWP. Cele 8 țări care încă nu fac parte din acest program, și se află pe „road map”, sunt:
| - Argentina (fost membru, 1996–2002) - Brazilia - Bulgaria - Cipru - Turcia - Uruguay (fost membru, 1999–2003) |

Participarea Argentinei la VWP a fost încheiată în 2002, din cauza crizei financiare care avea loc în acea țară și a efectului său potențial asupra emigrării în masă și a șederii ilegale în Statele Unite prin intermediul VWP. Participarea Uruguayului la program a fost revocată în 2003 din motive similare. În timp ce situația politică și economică a unei țări nu determină în mod direct eligibilitatea acesteia pentru programul Visa Waiver, autoritățile americane presupun că cetățenii națiunilor stabile din punct de vedere politic și dezvoltate economic nu ar avea prea multe stimulente pentru a căuta în mod ilegal un loc de muncă și să rămână pe teritoriul american după expirarea vizei.